# Kuki

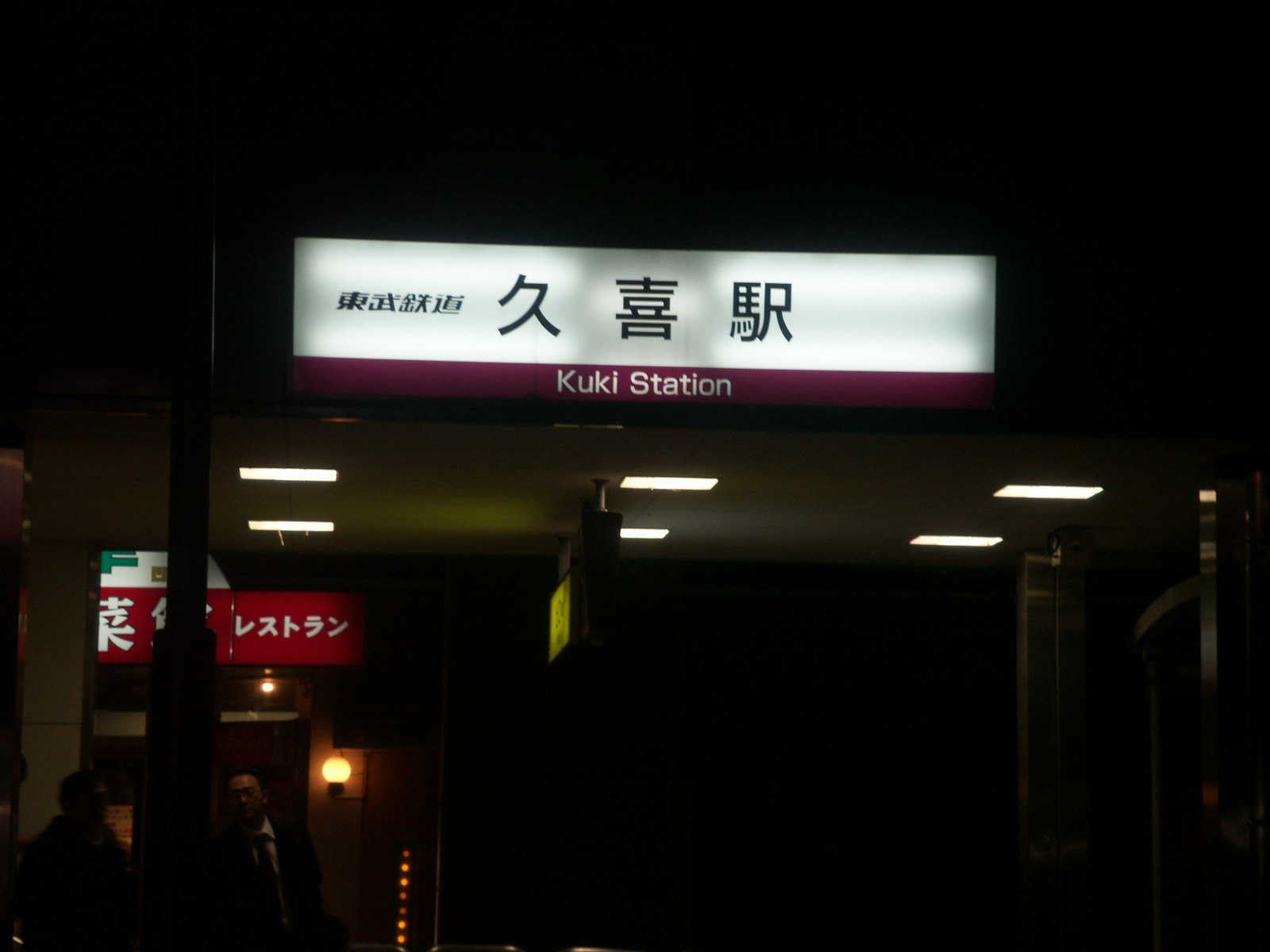
Estação de Kuki

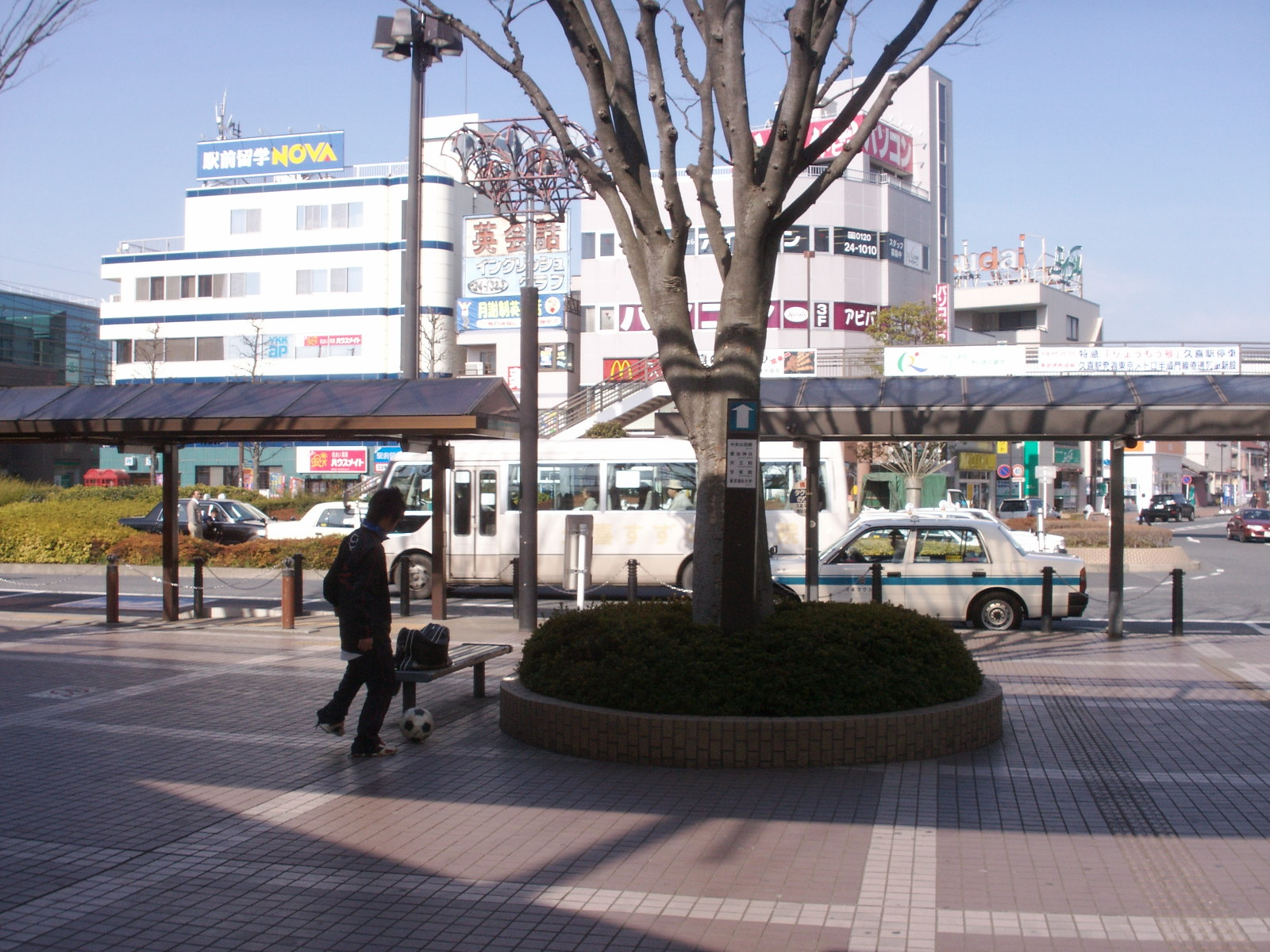
Kuki, vista por uma das saídas da estação de trem

Kuki (久喜市 -shi) é uma cidade japonesa localizada na província de Saitama.
Em 2003 a cidade tinha uma população estimada em 72 752 habitantes e uma densidade populacional de 2 869,90 h/km². Tem uma área total de 25,35 km².
Recebeu o estatuto de cidade a 1 de Outubro de 1971.
Kuki fica a, aproximadamente, 50 minutos, de trem, da cidade de Tóquio. Por sua estação (eki), passam trens de duas companhias, JR Line (i.e., Japan Railways) e Tobu Line (i.e., Tobu Railway).